# 74-я пехотная дивизия (йоменская)
74-я пехотная дивизия (йоменская) — войсковое соединение Территориальной армии Великобритании периода Первой мировой войны, пехотная дивизия.
Была сформирована в Египте. Бо́льшую часть своего существования провела в Палестине. В конце войны переведена на Западный фронт.

## Формирование
Дивизия была создана во время войны за пределами Британских островов. 14 января 1917 года главнокомандующий Египетской экспедиционной армией Эдмунд Алленби отдал приказ о реорганизации 2-й, 3-й и 4-й пехотных бригад йоменского ополчения. В это время все они занимали оборонительные позиции на Суэцком канале. После переподготовки они стали называться 229-я, 230-я и 231-я пехотные бригады. Эти бригады вошли в состав новой дивизии, которая, с 4 марта 1917 года, приступила к своему формированию в окрестностях Эль-Ариша. Соединение комплектовалось по типу дивизии Территориальной армии. Дивизионная артиллерия присоединилась только в июле, к этому моменту 74-я (йоменская) дивизия уже получила своё боевое крещение во второй битве при Газе.

## Боевой путь
После своего формирования дивизия участвовала во всех основных событиях на Палестинском фронте во второй половине 1917 года: в третьей битве за Газу, включая эпизоды сражения за Беэр-Шеву и прорыв в секторе Тель-эль-Шерия, а также в захвате и удержании Иерусалима.
3 марта 1918 года в дивизионный штаб поступило предварительное распоряжение о подготовке к выводу частей дивизии из Палестины и последующей переброске во Францию. С 7 марта начался плановый отход войск в Лидду. Тем не менее 230-я бригада ещё успела принять участие в битве при Телл 'Асуре. В Лидде артиллерия была реорганизована, к дивизии присоединился сапёрный батальон, а пулемётные роты сведены в единый батальон. 14 апреля дивизионный штаб был переведён в Аль-Кантару, за ним последовали остальные части.
Отправка началась 29 апреля в порту Александрии. Первые подразделения 74-й (йоменской) дивизии прибыли в Марсель 7 мая 1918 года. После погрузки на поезд они отправлялись на север страны. Пунктом сбора был лагерь в районе коммуны Рю (невдалеке от Аббевиля). 18 мая 1918 года сосредоточение было завершено.
До конца мая протекал процесс переобучения к ведению боевых действий в несвойственной до сих пор обстановке, в первую очередь защите от отравляющих газов. После чего части были переведены в район Дуллан — Сен-Поль-сюр-Тернуаз. В июне, в рамках общей кампании по реорганизации Британской армии, произошло сокращение дивизии до девятибатальонного состава. Оставшиеся продолжали учения, дивизия числилась в резерве главного командования. 14 июля 74-я (йоменская) дивизия заняла свой участок фронта в секторе Мервиля. На севере Франции и во Фландрии она пробыла до конца войны, приняв осенью 1918 года участие в некоторых битвах Стодневного наступления: боях за Бапом, прорыве линии Гинденбурга, наступлении в Артуа и Фландрии.
9 ноября дивизия пересекла Шельду, два спустя передовые части были уже на правом берегу Дандра, а в момент наступления перемирия они занимали Ат. Ещё через пять дней дивизия была передвинулась на линию Ребе — Герне — Турне, штаб размещался в Фран-лез-Буизеналь. Там военнослужащие дивизии занимались восстановлением железной дороги Турне — Лёз-ан-Эно. 7 декабря 1918 года дивизию посетил король Георг V.
Демобилизация началась с первых месяцев 1919 года, дивизионный штаб продолжал свою работу в районе Лессин вплоть до 10 июля 1919 года.

## Организация
229-я бригада
- 16-й (королевский девонский йоменский) батальон девонширского полка
- 12-й (западно-сомерсетский йоменский) батальон сомерсетского легкопехотного полка
- 12-й (эйрширский и ланаркширский йоменский) батальон королевских шотландских фузилёров[1]
- 16-й (файфширский и форфарширский йоменский) батальон полка «Чёрная стража»
- 4-я пулемётная рота[2]
- 229-я батарея окопных миномётов

230-я бригада
- 10-й (восточно-кентский и западно-кентский йоменский) батальон полка «Буйволы»
- 12-й (норфолкский йоменский) батальон норфолкского полка[1]
- 15-й (саффолкский йоменский) батальон саффолкского полка
- 16-й (суссекский йоменский) батальон суссекского полка
- 209-я пулемётная рота[2]
- 230-я батарея окопных миномётов

231-я бригада
- 25-й (монтгомериширский и уэльский конный йоменский) батальон королевских уэльских фузилёров
- 24-й (пембрукский и гламорганский йоменский) батальон уэльского полка
- 24-й (денбиширский гусарский) батальон королевских уэльских фузилёров[1]
- 10-й (шропширский и чеширский йоменский) батальон королевского шропширского легкопехотного полка
- 210-я пулемётная рота[2]
- 231-я батарея окопных миномётов[3]

- 1/12-й батальон верноподданного (северо-ланкаширского) полка[4]
- 261-я пулемётная рота[5]
- 212-я пулемётная рота[6]
- 262-я пулемётная рота[6]
- 264-я пулемётная рота[6]
- 271-я пулемётная рота[6]
- 272-я пулемётная рота[6]
- 74-й пулемётный батальон[7]

конные войска дивизионного подчинения
- эскадрон «А», 1/2-го батальона йоменского ополчения графства Лондон[8]

дивизионная артиллерия
- 44-я бригада Королевской полевой артиллерии
- 117-я бригада Королевской полевой артиллерии
- 268-я бригада Королевской полевой артиллерии[9]
- 527-я гаубичная батарея Королевской полевой артиллерии[10]
- 16-я батарея горных орудий Королевской гарнизонной артиллерии[11]
- 1-я гонконгская и сингапурская батарея горных орудий[12]
- 74-я транспортная колонна подвоза боеприпасов Королевской полевой артиллерии
- X.74-я батарея средних миномётов Королевской полевой артиллерии[13]
- Y.74-я батарея средних миномётов Королевской полевой артиллерии[13]

инженерные войска
- 439-я (2/1-я чеширская) сапёрная рота[14]
- 496-я (1/2-я кентская) сапёрная рота[15]
- 5-я королевская монмутская сапёрная рота[16]
- 5-я королевская английская сапёрная рота[17]
- 74-я дивизионная рота связи

медицинская служба
- 229-й полевой медпункт
- 230-й полевой медпункт
- 231-й полевой медпункт
- 87-е санитарно-гигиеническое отделение[18]

прочие дивизионные части
- 74-й дивизионный тыловой эшелон службы тылового обеспечения[19]
  - 447-я рота службы тылового обеспечения
  - 448-я рота службы тылового обеспечения
  - 449-я рота службы тылового обеспечения
  - 450-я рота службы тылового обеспечения
- 59-е мобильное отделение ветеринарной службы[20]
- 985-я дивизионная рота обслуживания[21]